# Saint-Jean-le-Vieux (Ain)
Saint-Jean-le-Vieux es una comuna francesa del departamento de Ain, en la región de Auvernia-Ródano-Alpes. Pertenece a la comunidad de comunas Rives de l'Ain - Pays du Cerdon.

## Demografía
| 1 039 | 1 083 | 1 024 | 1 061 | 1 274 | 1 450 | 1 504 | 1 645 |
| Para los censos de 1962 a 1999 la población legal corresponde a la población sin duplicidades (Fuente: INSEE [Consultar]) |       |       |       |       |       |       |       |